# イーゴリ遠征物語

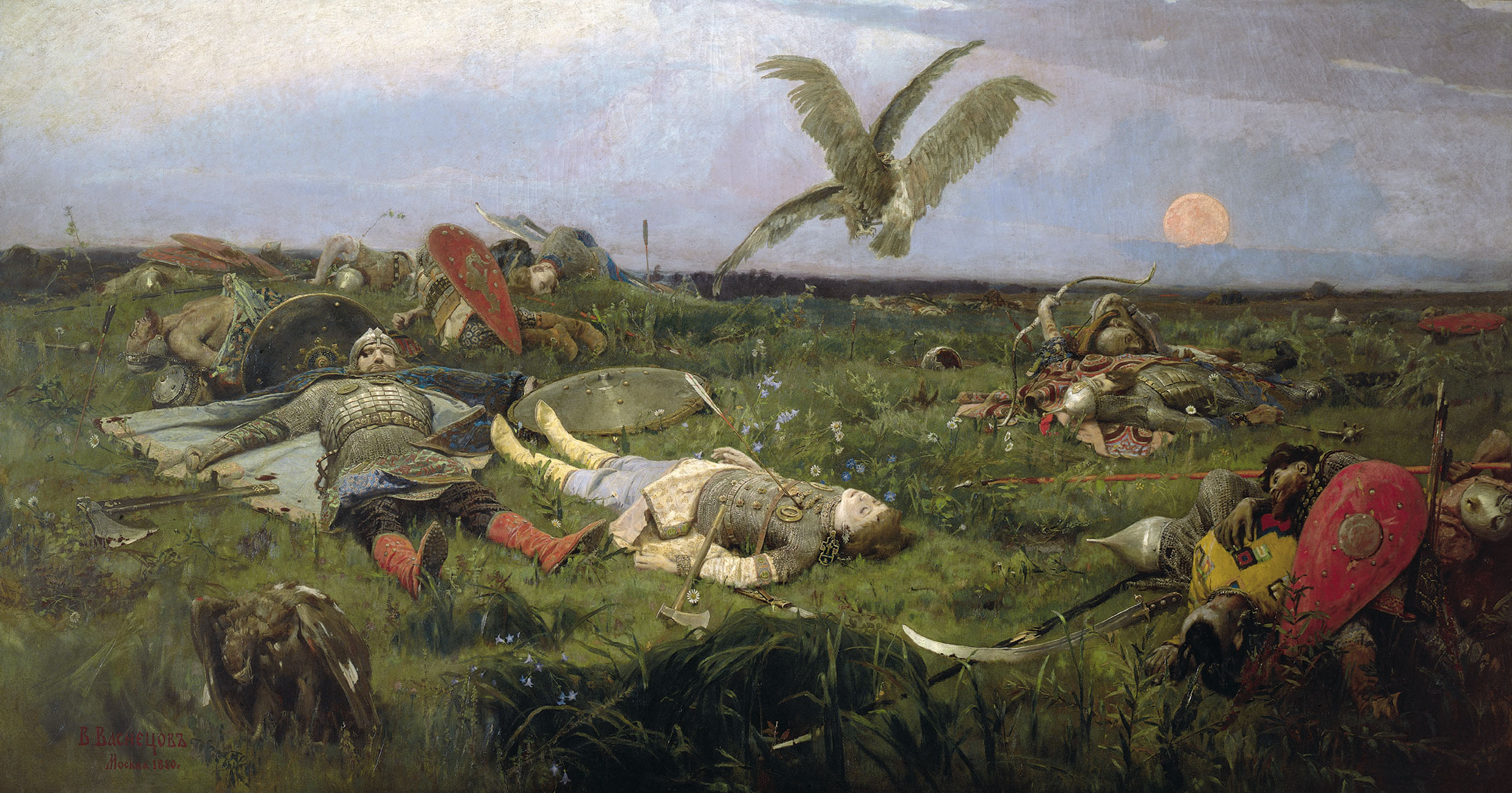
ヴィクトル・ヴァスネツォフ画 『ポロヴェツとの戦いに敗れたイーゴリ公』

『イーゴリ遠征物語』（イーゴリえんせいものがたり、古東スラヴ語：Слово о пълку Игоревѣ, Игоря сыня Святъславля внука Ольгова）は、12世紀末キエフ・ルーシの文学作品。
日本語訳題には『イーゴリ遠征物語』の他『イーゴリ軍記』（神西清訳）、『イーゴリ遠征譚』などがある。

## 概要
『イーゴリ遠征物語』は、1185年の春にノヴゴロド・セヴェルスキー公イーゴリが遊牧民ポロヴェツ人（コンチャーク）に対して試みた遠征の史実に基づいた物語である。はじめポロヴェツに対して勝利し、やがて敗れ囚われの身となったイーゴリ公が、ポロヴェツ人の協力者を得て脱走し妻ヤロスラヴナのもとへ帰るまでが、韻律的散文で書かれている。また作者は、祖国の南方ルーシをこの遊牧民の脅威から守るため、諸侯が内紛を止め団結して立ち上がるよう呼びかけている。本文は南方の古東スラヴ語で書かれており、作者はキエフ人かチェルニーヒウ人であったと考えられる。ロシア文学史上高い評価を受け、アレクサンドル・プーシキンが「わが国文学の荒野にただひとつ立つ記念碑」と呼び、ソ連時代に出版された日本語訳の解説などでも「中世ロシア文学の頂点」と紹介される。古フランス語叙事詩『ローランの歌』などと比肩される。なかでも、イーゴリの妻ヤロスラヴナが夫の身を案じた場面「ヤロスラヴナの嘆き」は作品の中でももっとも美しい場面として知られる。
以下にその歌いだしの部分を引用する。
| 旧ロシア語 | 日本語訳（神西清訳） |
| --- | --- |
| На Дунаи Ꙗрославнъінъ гласъ сѦ слъішитъ, ζєгζицєю нєζнаѥма, рано къічєть: «Полєчю, — рєчє, — ζєгζицєю по Дунаѥви, омочю бєбрѦнъ рукавъ въ КаѦлѣ рѣцѣ, утру кнѦζю кровавъіѦ ѥго ранъі на жєстоцѣмъ ѥго тѣлѣ». | ドナウの岸べに漂ひくるは かのヤロスラーヴナの声にやあらん。 人しれぬ杜鵑のごと しののめにむせび啼くなる。 「われ、ほととぎすと身をなして ドナウの河をかけり行かん、－ 海狸の袖を流れにひたさん。かくて、かのカヤーラのほとり、 背の公の八つ裂きのむくろに残る 血しほ吹く傷をのごはん！ |

## 年代記におけるイーゴリの遠征

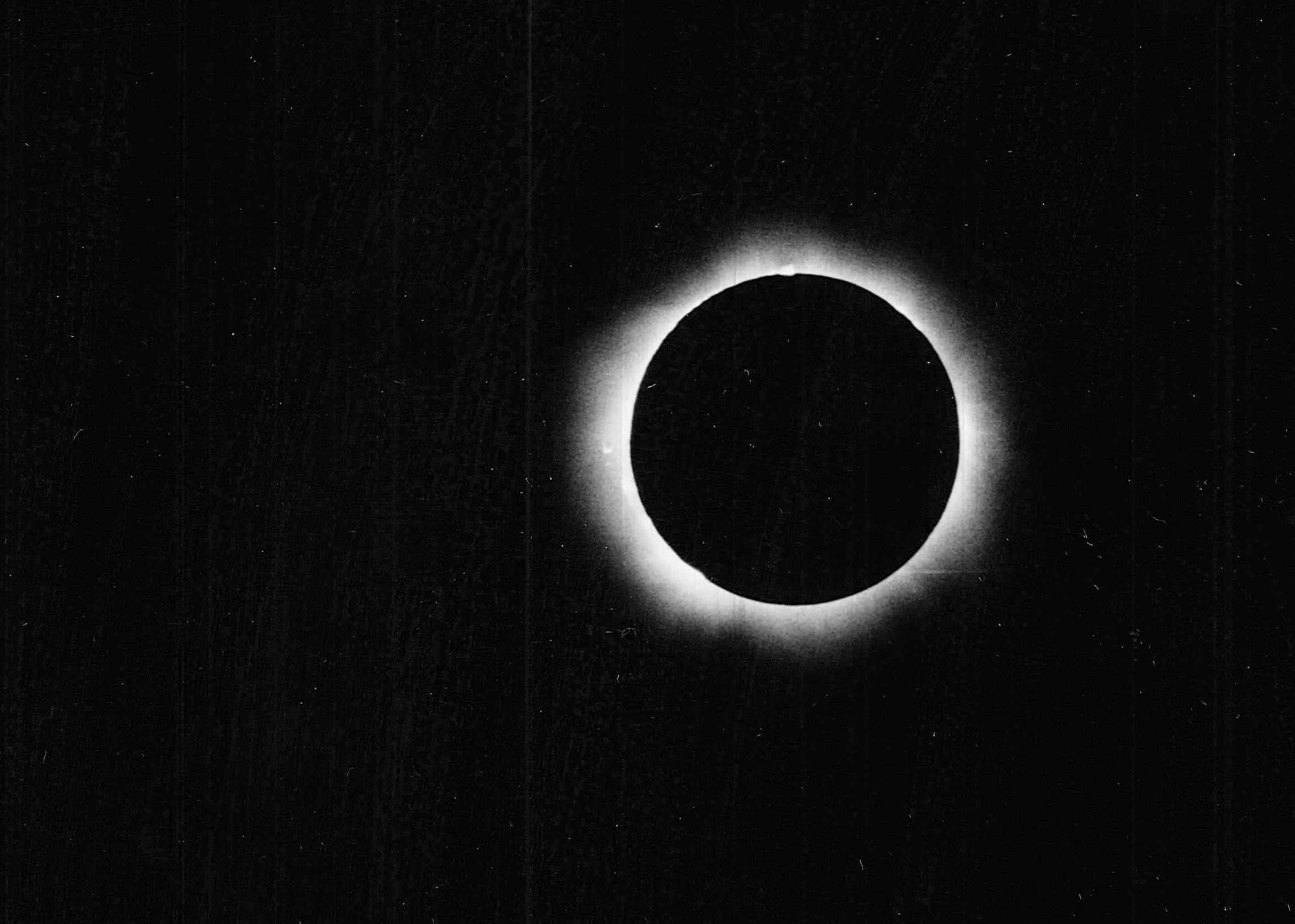
この作品で言及されている日食は、1185年5月1日に発生しました。

原初年代記のイパーチー写本によると、イーゴリは1185年4月23日火曜日に居城のあるノーヴゴロド・セーヴェルスキイを出発し、遠征にはイーゴリの弟フセヴォロド・スヴャトスラヴィチ、甥スヴャトスラフ、息子ヴラジーミルが参加した。5月1日の夕方、イーゴリ軍がドネツ川のほとりに差し掛ったとき日食が起こる（1185年5月1日の日食）。「よい前兆ではない」とする家来達を鼓舞して川を渡り、イーゴリはドネツ川の支流オスコル川まで進み、2日の間弟フセヴォロドを待った。フセヴォロドと合流したイーゴリがサリニツア川まで来たとき、ポロヴェツ軍を偵察した斥候が戻り「敵は武装して進軍中である」との報告がなされたが、イーゴリは退却は「死にもまさる屈辱」であるとして進軍をつづけた。5月10日金曜日、イーゴリ軍はポロヴェツの小部隊に遭遇し勝利を収めるが翌5月11日敵の大軍に包囲される。イーゴリの弟で「荒れ牛」と呼ばれたフセヴォロドの奮戦もあったが、5月12日日曜日の明方にはイーゴリ軍は壊滅しイーゴリら4人の公は皆ポロヴェツの捕虜となった。ポロヴェツ軍はそのままドニエプル川左岸地帯まで侵入し略奪をして引き上げた。6月、捕虜となったイーゴリはポロヴェツ人ラヴル（ヴルール、オヴルールとも）の協力により脱走、徒歩で11日間かけてドネツの町にたどりつき、そこからノヴゴロド・セーヴェルスキイに帰還した。なお息子ウラジーミルと弟フセヴォロドも後に帰国しているが、甥スヴャトスラフの消息は不明である。

## 成立時期と作者
成立時期は1187年以後と考えられる。原本は現存しない。最古の写本は1790年代はじめ頃にアレクセイ・ムーシン=プーシュキン伯爵が発見し、1800年に初刊本が公刊されたが、1812年にナポレオンの侵入によって起きたモスクワ大火において失われた。作者は不明であり、遠征に参加したか、どんな身分の人物で、どの都市の出身か（ノヴゴロド・セーヴェルスキイ、スヴャトスラフのいたキエフ、イーゴリの舅ヤロスラフのいたハーリチなどが候補とされる）について、結論は出ていない。
なお、作者として具体的な名が挙げられている人物としては、キエフ大公スヴャトスラフの妻であり、ポロツク出身のマリヤ・ヴァシリコヴナが作者ではないかという仮説がある。その根拠として、『イーゴリ遠征物語』と『聖女イェフロシニア伝』(ru)（ポロツク公国出身のイェフロシニアに関する伝記。マリアはイェフロシニアの姪にあたる。）が共にルーシ諸公の闘争を憂う物語であること、『イーゴリ遠征物語』におけるポロツクに関する内容は、キエフ大公家とポロツク公家の微妙な関係を示唆しており、それはポロツクの事情に精通したものでなければ書けないであろうこと、『イーゴリ遠征物語』が女性の文体で書かれていること等が挙げられている。
作品では民俗的・非キリスト教的な描写が多く、スラヴ人の神々が賛美される場面が見られる。作者は故郷である祖国ルーシへの愛国心を謳い、外敵であるポロヴェツ人に対しルーシ諸公の同盟の必要性を唱えている。研究史上では、中世時代の東欧文学の傑作とされるが、写本が少ないことから後代の偽作ではないかという意見もでたことがある（なお、この「イーゴリ偽作説」は現在では反駁しつくされている）。多数の言語に訳され、後世のウクライナ文学、ロシア文学などに大きな影響を与えた。